# Amir Bagheri
Amir Bagheri (ur. 19 października 1978) – irański szachista, w latach 2005–2007 reprezentant Francji, arcymistrz od 2003 roku. Aktualnie reprezentuje Monako.

## Kariera szachowa
Od końca lat 90. XX wieku należał do ścisłej czołówki irańskich szachistów, w latach 1998 i 2000 reprezentując swój kraj na szachowych olimpiadach. W 2000 roku wystąpił w New Delhi w pucharowym turnieju o mistrzostwo świata, w I rundzie przegrywając z Grigorijem Serperem.
Do indywidualnych sukcesów Amira Bagheri należą m.in. II m. w Teheranie (1997, turniej strefowy, za Imadem Hakkim), III m. w mistrzostwach Iranu (2000), I m. w Fouesnant (2001), dz. I m. w Charleroi (2001, wspólnie z Nicolasem Elietem), dz. I m. w Metz (2003, wspólnie z Michaiłem Gurewiczem), I m. w Plancoët (2003), dz. II m. w Paryżu (2003, za Alberto Davidem, wspólnie z m.in. Markiem Paraguą, Manuelem Apicellą, Andriejem Szczekaczewem i Stanisławem Sawczenko; 2004, dz. I m. wspólnie z Pawłem Tregubowem, Maximem Vachier-Lagrave, Murtasem Każgalejewem, Alberto Davidem, Konstantinem Landą i Jean-Marcem Degraeve), Szardży (2003, I m.), Cap d'Agde (2003, dz. III m. za Mladenem Palacem i Igorem Miladinoviciem, wspólnie z m.in. Robertem Fontaine, Cyrilem Marcelinem i Manuelem Apicellą), Cappelle-la-Grande (2005, dz. III m. za Davitem Szengelią i Michaiłem Brodskim, wspólnie z Danielem Gormally, Markiem Hebdenem i Michaiło Oleksienko) oraz dz. I w Dubaju (2007, wspólnie z Lewanem Pantsulaią, Gadirem Gusejnowem i Sarhanem Guliewem).
Najwyższy ranking w karierze osiągnął 1 października 2003 r., z wynikiem 2541 punktów zajmował wówczas 1. miejsce wśród irańskich szachistów.